# Sekar (Donorojo)
Sekar is een bestuurslaag in het regentschap Pacitan van de provincie Oost-Java, Indonesië. Sekar telt 2942 inwoners (volkstelling 2010).